# Bob Shamansky
Robert Norton Shamansky, detto Bob (Columbus, 18 aprile 1927 – Bexley, 11 agosto 2011), è stato un politico statunitense, membro della Camera dei Rappresentanti per lo stato dell'Ohio dal 1981 al 1983.

## Biografia
Nato a Columbus, Shamansky si laureò in legge all'Università di Harvard e lavorò come agente speciale nei Counter Intelligence Corps per poi intraprendere la professione di avvocato.
Entrato in politica con il Partito Democratico, nel 1966 si candidò alla Camera dei Rappresentanti ma venne sconfitto dal repubblicano in carica Samuel Devine.
Quattordici anni dopo, Shamansky sfidò nuovamente Devine e in questa occasione riuscì a sconfiggerlo e ad essere eletto deputato. Due anni dopo, tuttavia, a seguito di una ridefinizione dei distretti congressuali, Shamansky si trovò a concorrere in una circoscrizione maggiormente favorevole ai repubblicani e fu così sconfitto dall'avversario John Kasich, lasciando il Congresso dopo un solo mandato.
Nel 2006, a ventitré anni di distanza, si candidò nuovamente per il suo vecchio seggio ma risultò sconfitto dal repubblicano in carica Pat Tiberi.
Bob Shamansky si suicidò con un colpo di pistola nel 2011, all'età di ottantaquattro anni.